# Lotte Feder
Lotte Feder (* 22. Oktober 1965 als Lotte Marcussen in Kopenhagen) ist eine dänische Sängerin und Fernsehmoderatorin.

## Leben und Wirken
In den 1980er Jahren bildete sie zusammen mit der Sängerin Bodil Agerscou das Popduo Snapshot. Die Gruppe nahm viermal am Dansk Melodi Grand Prix teil, ohne jedoch einen Sieg zu erringen. Weiterhin kamen von dem Duo fünf Alben auf den Markt.
1992 gewann Lotte Feder zusammen mit Kenny Lübcke den Dansk Melodi Grand Prix und durfte daher beim Eurovision Song Contest 1992 für Dänemark antreten. Sie nannte sich hier Lotte Nilsson. Mit dem Popsong Alt det som ingen ser landete das Duo auf Platz 12.
Zu dieser Zeit begann ihre Aktivitäten beim Privatsender TVDanmark. Sie moderierte dort im Kinderprogramm. 